# Panggang (Glagah)
Panggang is een bestuurslaag in het regentschap Lamongan van de provincie Oost-Java, Indonesië. Panggang telt 1159 inwoners (volkstelling 2010).